# Kočevske Poljane
Kočevske Poljane is een plaats in Slovenië en maakt deel uit van de gemeente Dolenjske Toplice in de NUTS-3-regio Jugovzhodna Slovenija. De plaats telde 86 inwoners op 1 januari 2020.